# Orosz matematikusok listája
Az orosz matematikusok listája a matematika terén jelentős eredményeket elért orosz tudósok betűrendi felsorolását tartalmazza.
| Ábécé szerinti tartalomjegyzék                      |
| --------------------------------------------------- |
| A B C D E F G H I J K L M N O P Q R S T U V W X Y Z |

## A
- Szergej Mihajlovics Abramov, (oroszul: Сергей Михайлович Абрамов), (1957–)
- Alekszandr Viktorovics Abroszimov, (oroszul: Александр Викторович Абро́симов), (1948–2011)
- Viktor Boriszovics Adamszkij, (oroszul: Ви́ктор Бори́сович Ада́мский), (1923–2005)
- Georgij Makszimovics Adelszon-Velszkij, (oroszul: Гео́ргий Макси́мович Адельсо́н-Ве́льский), (1922–2014)
- Valentyin Szenderovics Afrajmovics, (oroszul: Валентин Сендерович Афраймович), (1945–2018)
- Mihail Szemjonovics Agranovics, (oroszul: Михаил Семёнович Агранович), (1941–2017)
- Szergej Ivanovics Agyan, (oroszul: Серге́й Ива́нович Адя́н), (1931–)
- Naum Iljics Ahijezer, (oroszul: Нау́м Ильи́ч Ахие́зер), (1901–1980)
- Alekszej Boriszovics Alekszandrov, (oroszul: Алексей Борисович Александров), (1954–)
- Alekszandr Danyilovics Alekszandrov, (oroszul: Алекса́ндр Дани́лович Алекса́ндров), (1912–1999)
- Pavel Szergejevics Alekszandrov, (oroszul: Па́вел Серге́евич Алекса́ндров), (1896–1982)
- Anton Jurjevics Alekszejev, (oroszul: Антон Юрьевич Алексеев), (1967–)
- Konsztantyin Alekszejevics Andrejev, (oroszul: Константи́н Алексе́евич Андре́ев), (1848–1921)
- Anatolij Nyikolajevics Andrijanov, (oroszul: Анатолий Николаевич Андрианов), (1936–)
- Dmitrij Viktorovics Anoszov, (oroszul: Дми́трий Ви́кторович Ано́сов), (1936–2014)
- Nyikolaj Vasziljevics Argyeljan, (oroszul: Никола́й Васи́льевич Арделя́н) (1953–)
- Alekszandr Vlagyimirovics Arhangelszkij, (oroszul: Александр Владимирович Архангельский) (1938–)
- Vlagyimir Igorevics Arnold, (oroszul: Влади́мир И́горевич Арно́льд), (1937–2010)
- Szergej Nyikolajevics Artyemov, (oroszul: Сергей Николаевич Артемов) (1951–)
- Aram Vlagyimirovics Arutyunov, (oroszul: Ара́м Влади́мирович Арутю́нов) (1953–)
- Szergej Mironovics Aszejev, (oroszul: Сергей Миронович Асеев), (1957–)

## B
- Nyikolaj Szergejevics Bahvalov, (oroszul: Николай Серге́евич Бахвалов), (1934–2005)
- Nail Kutluzsanovics Bakirov, (oroszul: Наиль Кутлужанович Бакиров), (1952–2010)
- Szergej Alekszandrovics Barannyikov, (oroszul: Сергей Александрович Баранников), (1972–)
- Grigorij Iszaakovics Barenblat, (oroszul: Григо́рий Исаа́кович Баренблат), (1927–2018)
- Nyina Karlovna Bari, (oroszul: Нина Карловна Бари), (1901–1961)
- Izabella Grigorjevna Basmakova, (oroszul: Изабелла Григорьевна Башмакова), (1921–2005)
- Viktor Vagyimovics Batyrev, (oroszul: Виктор Вадимович Батырев), (1961–)
- Alekszandr Alekszandrovics Bejlinszon,(oroszul: Алекса́ндр Алекса́ндрович Бейлинсо́н), (1957–)
- Vjacseszlav Pavlovics Belavkin, (oroszul: Вячеслав Павлович Белавкин), (1946–2012)
- Feliksz Alekszandrovics Berezin, (oroszul: Фе́ликс Алекса́ндрович Бере́зин), (1931–1980)
- Borisz Abramovics Berezovszkij, (oroszul: Бори́с Абра́мович Березо́вский), (1946–2013)
- Szergej Natanovics Bernstejn, (oroszul: Серге́й Ната́нович Бернште́йн), (1880–1968)
- Oleg Vlagyimirovics Beszov, (oroszul: Олег Владимирович Бесов), (1933–)
- Abram Szamojlovics Bezikovics, (oroszul: Абра́м Само́йлович Безико́вич), (1891–1970)
- Rifkat Ibragimovics Bogdanov, (oroszul: Рифка́т Ибраги́мович Богда́нов), (1950–2013)
- Nyikolaj Nyikolajevics Bogoljubov, (oroszul: Никола́й Никола́евич Боголю́бов), (1909–1992)
- Fjodor Alekszejevics Bogomolov, (oroszul: Фёдор Алексеевич Богомолов), (1946–)
- Mejer Felikszovics Bokstejn, (oroszul: Меер Феликсович Бокштейн), (1913–1990)
- Andrej Andrejevics Bolibruh, (oroszul: Андрей Андреевич Болибрух), (1950–2003)
- Szergej Vlagyimirovics Bolotyin, (oroszul: Сергей Владимирович Болотин), (1954–)
- Vlagyimir Grigorjevics Boltyanszkij, (oroszul: Влади́мир Григо́рьевич Болтя́нский), (1925–2019)
- Zenon Ivanovics Borevics, (oroszul: Зенон Иванович Боревич), (1922–1995)
- Viktor Vasziljevics Boriszov, (oroszul: Виктор Васильевич Борисов), (1937–2013)
- Alekszej Mihajlovics Borogyin, (oroszul: Алексе́й Михайлович Бороди́н), (1975–)
- Alekszandr Alekszejevics Borovkov, (oroszul: Александр Алексеевич Боровков) (1931−)
- Vlagyiszlav Ioszifovics Bortkevics, (oroszul: Владислав Иосифович Борткевич), (1868–1931)
- Alekszandr Emmanuilovics Braverman, (oroszul: Александр Эммануилович Браверман), (1974–)
- Lev Mejerovics Bregman, (oroszul: Лев Меерович Брэгман), (1941–)
- Alekszandr Dmitrijevics Brjuno, (oroszul: Александр Дмитриевич Брюно), (1940–)
- Alekszandr Adolfovics Buhstab, (oroszul: Александр Адольфович Бухштаб), (1905–1990)
- Viktor Matvejevics Buhstaber, (oroszul: Виктор Матвеевич Бухштабер), (1943–)
- Borisz Jakovlevics Bukrejev, (oroszul: Борис Яковлевич Букреев), (1859–1962)
- Nyikolaj Vasziljevics Bugajev, (oroszul: Никола́й Васи́льевич Буга́ев), (1837–1903)
- Viktor Jakovlevics Bunyakovszkij, (oroszul: Ви́ктор Я́ковлевич Буняко́вский), (1804–1889)
- Leonyid Abramovics Bunyimovics, (oroszul: Леонид Абрамович Бунимович), (1947–)
- Dmitrij Jurjevics Burago, (oroszul: Дмитрий Юрьевич Бураго), (1964–)
- Jurij Dmitrijevics Burago, (oroszul: Ю́рий Дми́триевич Бура́го), (1936–)
- Vlagyimir Szaveljevics Buszlajev, (oroszul: Владимир Савельевич Буслаев), (1937–2012)

## C
- Szergej Alekszejevics Csapligin, (oroszul: Серге́й Алексе́евич Чаплы́гин), (1869–1942)
- Nyikolaj Grigorjevics Csebotarjov, (oroszul: Никола́й Григо́рьевич Чеботарёв), (1894–1947)
- Pafnutyij Lvovics Csebisev, (oroszul: Пафну́тий Льво́вич Чебышёв), (1821–1894)
- Alekszej Viktorovics Csernavszkij, (oroszul:Алексей Викторович Чернавский), (1938–)
- Alekszej Jakovlevics Cservonyenkisz, (oroszul: Алексей Яковлевич Червоненкис), (1938–2014)
- Szergej Valerianovics Csesznokov, (oroszul:Сергей Валерианович Чесноков, (1943–)
- Nyikolaj Gurjevics Csetajev, (oroszul: Никола́й Гу́рьевич Чета́ев), (1902–1959)

## D
- Viktor Alekszandrovics Davigyenko, (oroszul: Виктор Александрович Давиденко), (1914–1983)
- Avguszt Juljevics Davidov, (oroszul: Август Юльевич Давидов), (1823–1885)
- Borisz Nyikolajevics Delone, (oroszul: Бори́с Никола́евич Делоне́), (1890–1980)
- Jevgenyij Boriszovics Dinkin, (oroszul: Евге́ний Бори́сович Ды́нкин), (1924–2014)
- Mihail Gennagyjevics Dmitrijev, (oroszul: Михаил Геннадьевич Дмитриев), (1947–)
- Roland Lvovics Dobrusin, (oroszul: Рола́нд Льво́вич Добру́шин), (1929–1995)
- Alekszandr Nyikolajevics Dranyisnyikov, (oroszul:Александр Николаевич Дранишников), (1958–)
- Vlagyimir Gersonovics Drinfeld, (oroszul: Влади́мир Ге́ршонович Дри́нфельд), (1954–)
- Borisz Anatoljevics Dubrovin, (oroszul:Борис Анатольевич Дубровин), (1950–2019)
- Nyikolaj Valerjevics Durov, (oroszul: Никола́й Вале́рьевич Ду́ров), (1980–)

## F
- Ljudvig Dmitrijevics Fadgyejev, (oroszul: Лю́двиг Дми́триевич Фадде́ев), (1934–2017)
- Vera Nyikolajevna Fadgyejeva, (oroszul: Вера Николаевна Фаддеева), (1906–1983)
- Borisz Lvovics Fejgin, (oroszul: Бори́с Льво́вич Фе́йгин), (1953–)
- Vjacseszlav Petrovics Feodoritov, (oroszul: Вячесла́в Петро́вич Феодори́тов), (1928–2004)
- Grigorij Mihajlovics Fihtengolc, (oroszul: Григо́рий Миха́йлович Фихтенго́льц), (1888–1959)
- Alekszej Fjodorovics Filippov, (oroszul: Алексей Фёдорович Филиппов), (1923–2006)
- Jevgraf Sztyepanovics Fjodorov, (oroszul: Евгра́ф Степа́нович Фёдоров), (1853–1919)
- Anatolij Tyimofejevics Fomenko, (oroszul: Анато́лий Тимофе́евич Фоме́нко), (1945–)
- Szergej Vasziljevics Fomin, (oroszul: Серге́й Васи́льевич Фоми́н), (1917–1975)
- Szergej Vlagyimirovics Fomin, (oroszul: Сергей Владимирович Фомин), (1958–)
- Pavel Alekszandrovics Florenszkij, (oroszul: Павел Александрович Флоренский), (1882–1937)
- Alekszandr Alekszandrovics Fridman, (oroszul: Алекса́ндр Алекса́ндрович Фри́дман), (1888–1925)
- Dmitrij Boriszovics Fuksz, (oroszul:Дмитрий Борисович Фукс), (1939–)

## G
- Fjodor Dmitrijevics Gahov, (oroszul: Фёдор Дмитриевич Гахов), (1906–1980)
- Borisz Grigorjevics Galjorkin, (oroszul: Бори́с Григо́рьевич Галёркин), (1871–1945)
- Iszrajel Moiszejevics Gelfand, (oroszul: Изра́иль Моисе́евич Гельфа́нд), (1913–2009)
- Alekszandr Oszipovics Gelfond, (oroszul: Алекса́ндр О́сипович Ге́льфонд), (1906–1968)
- Jakov Lazarevics Geronyimusz, (oroszul: Я́ков Лазаре́вич Геро́нимус), (1898–1984)
- Szemjon Aranovics Gersgorin, (oroszul: Семён Аронович Гершгорин), (1901–1933)
- Szemjon Grigorjevics Gingyikin, (oroszul: Семён Григорьевич Гиндикин), (1937–)
- Igor Vlagyimirovics Girszanov, (oroszul: И́горь Влади́мирович Гирсанов), (1934–1967)
- Borisz Vlagyimirovics Gnyegyenko, (oroszul: Бори́с Влади́мирович Гнеде́нко), (1912–1995)
- Szergej Konsztantyinovics Gogyunov, (oroszul: Серге́й Константи́нович Годуно́в), (1929–)
- Jevgenyij Szolomonovics Golod, (oroszul: Евгений Соломонович Голод), (1935–)
- German Arszenyevics Goncsarov, (oroszul: Герман Арсеньевич Гончаров), (1928–2009)
- Valerij Gyeniszovics Goppa, (oroszul: Вале́рий Дени́сович Го́ппа), (1939–)
- Viktor Vlagyimirovics Gorjunov, (oroszul: Виктор Владимирович Горюнов), (1956–)
- Mark Joszifovics Grajev, (oroszul: Марк Иосифович Граев), (1922–2017)
- Dmitrij Alekszandrovics Grave, (oroszul: Дми́трий Алекса́ндрович Гра́ве), (1863–1939)
- Mihail Leonyidovics Gromov, (oroszul: Михаи́л Леони́дович Гро́мов), (1943–)
- Vaszilij Nyikolajevics Gyenyiszov, (oroszul: Васи́лий Никола́евич Дени́сов) (1951–)
- Alekszandr Gennagyjevics Gyjakonov, (oroszul: Алекса́ндр Генна́дьевич Дья́конов), (1979–)
- Jevgenyij Georgijevics Gyjakonov, (oroszul: Евгений Георгиевич Дьяконов), (1935–2006)
- Szabir Megygidovics Gyuszejn-Zsade, (oroszul: Сабир Меджидович Гусейн-Заде), (1950–)

## H
- Gennagyij Markovics Henkin, (oroszul:Геннадий Маркович Хенкин), (1942–2016)
- Alekszandr Jakovlevics Hincsin, (oroszul: Алекса́ндр Я́ковлевич Хи́нчин), (1894–1959)

## I
- Ildar Abdulovics Ibragyimov, (oroszul: Ильдар Абдулович Ибрагимов) (1932–)
- Najil Hajirullovics Ibragyimov, (oroszul: Наиль Хайруллович Ибраги́мов) (1939–2018)
- Vaszilij Alekszejevics Iszkovszkih, (oroszul: Василий Алексеевич Исковских), (1939–2009)
- Nyikolaj Vlagyimirovics Ivanov, (oroszul: Николай Владимирович Иванов), (1954–)
- Szergej Vlagyimirovics Ivanov, (oroszul: Сергей Владимирович Иванов), (1972–)

## J
- Dmitrij Rauljevics Jafajev, (oroszul: Дмитрий Раульевич Яфаев), (1948−)
- Vagyim Anatoljevics Jankov, (oroszul: Vadim Anatoljevics Jankov), (1935–)
- Szofja Alekszandrovna Janovszkaja, (oroszul: Софи́я Алекса́ндровна Яно́вская), (1896–1966)
- Nyikolaj Vlagyimirovics Jefimov, (oroszul: Никола́й Влади́мирович Ефи́мов), (1910–1982)
- Vagyim Arszenyjevics Jefremovics, (oroszul: Вадим Арсеньевич Ефремович), (1903–1989)
- Georgij Petrovics Jegorjecsev, (oroszul: Георгий Петрович Егорычев), (1938–)
- Dmitrij Fjodorovics Jegorov, (oroszul: Дми́трий Фёдорович Его́ров), (1869–1931)
- Tyimur Magomegyovics Jenejev, (oroszul: Тиму́р Магометович Эне́ев), (1924−2019)
- Vlagyimir Markovics Jentov, (oroszul: Владимир Маркович Ентов), (1937–2008)
- Jurij Leonyidovics Jersov, (oroszul: Юрий Леонидович Ершов) (1940–)
- Alekszandr Szergejevics Jeszenyin-Volpin, (oroszul: Александр Сергеевич Есенин-Вольпин), (1924–2016)
- Rinad Szalavatovics Julmuhametov, (oroszul: Ринад Салаватович Юлмухаметов), (1957–)

## K
- Viktor Gersevics Kac, (oroszul: Виктор Гершевич Кац), (1943–)
- Venyiamin Fjodorovics Kagan, (oroszul: Вениами́н Фёдорович Ка́ган) (1869–1953)
- Leonyid Vitaljevics Kantorovics, (oroszul: Леонид Витальевич Канторович), (1912–1986)
- Mihail Mihajlovics Kapranov, (oroszul: Михаил Михайлович Капранов), (1962–)
- Anatolij Alekszejevics Karacuba, (oroszul: Анато́лий Алексе́евич Карацу́ба), (1937–2008)
- Fridrih Iszrajlevics Karpelevics, (oroszul: Фридрих Израилевич Карпелевич), (1927–2000)
- Borisz Szergejevics Kasin, (oroszul: Борис Сергеевич Кашин), (1951–)
- Ljudmila Vszevolodovna Keldis, (oroszul: Людмила Всеволодовна Келдыш), (1904–1976)
- Alekszandr Alekszandrovics Kirillov, (oroszul: Алекса́ндр Алекса́ндрович Кири́ллов), (1936–)
- Andrej Petrovics Kiszeljov, (oroszul: Андрей Петрович Киселёв), (1852–1940)
- Nyikolaj Jevgrafovics Kocsin, (oroszul: Николай Евграфович Кочин), (1901–1944)
- Andrej Nyikolajevics Kolmogorov, (oroszul: Андрей Николаевич Колмогоров), (1903–1987)
- Borisz Petrovics Komrakov, (oroszul: Борис Петрович Комраков), (1948–)
- Makszim Lvovics Koncsevics, (oroszul: Макси́м Льво́вич Конце́вич), (1964–)
- Szergej Vlagyimirovics Konyagin (oroszul: Серге́й Владимирович Конягин) (1957–)
- Szofja Vasziljevna Kovalevszkaja, (oroszul: Софья Васильевна Ковалевская), (1850–1891)
- Alekszej Nyikolajevics Krilov, (oroszul: Алексе́й Никола́евич Крыло́в), (1863–1945)
- Nyikolaj Mitrofanovics Krilov, (oroszul: Никола́й Митрофа́нович Крыло́в), (1879–1955)
- Nyikolaj Vlagyimirovics Krilov, (oroszul: Никола́й Влади́мирович Крыло́в), (1941–)
- Alekszandr Gennagyijevics Kuros, (oroszul: Алекса́ндр Генна́диевич Ку́рош), (1908–1971)

## L
- Olga Alekszandrovna Ladizsenszkaja, (oroszul: Óльга Алекса́ндровна Лады́женская), (1922–2004)
- Jevgenyij Mihajlovics Langyisz, (oroszul: Евге́ний Миха́йлович Ла́ндис), (1921–1997)
- Mihail Alekszejevics Lavrentyjev, (oroszul: Михаи́л Алексе́евич Лавре́нтьев), (1900–1980)
- Nyikolaj Andrejevics Lebegyev, (oroszul: Никола́й Андре́евич Ле́бедев), (1919–1982)
- Vjacseszlav Ivanovics Lebegyev, (oroszul: Вячеслав Иванович Лебедев), (1930–2010)
- Alekszej Vasziljevics Letnyikov, (oroszul: Алексей Васильевич Летников), (1837–1888)
- Vlagyimir Ioszifovics Levenstejn, (oroszul: Влади́мир Ио́сифович Левенште́йн), (1935–2017)
- Leonyid Anatoljevics Levin, (oroszul: Леони́д Анато́льевич Ле́вин), (1948–)
- Viktor Boriszovics Lidszkij, (oroszul: Виктор Борисович Лидский), (1924–2008)
- Jurij Vlagyimirovics Linnyik, (oroszul: Ю́рий Влади́мирович Ли́нник), (1915–1972)
- Alekszandr Mihajlovics Ljapunov, (oroszul: Алекса́ндр Миха́йлович Ляпуно́в), (1857–1918)
- Nyikolaj Ivanovics Lobacsevszkij, (oroszul: Никола́й Ива́нович Лобаче́вский), (1792–1856)
- Nyikolaj Nyikolajevics Luzin, (oroszul: Никола́й Никола́евич Лу́зин), (1883–1950)

## M
- Gennagyij Szemenovich Makanyin, (oroszul: Геннадий Семёнович Маканин), (1938–2017)
- Nyikolaj Grigorjevics Makarov, (oroszul: Николай Георгиевич Макаров), (1955–)
- Anatolij Ivanovics Malcev, (oroszul: Анато́лий Ива́нович Ма́льцев), (1909–1967)
- Jurij Ivanovics Manyin, (oroszul: Ю́рий Ива́нович Ма́нин), (1937–2023)
- Gurij Ivanovics Marcsuk, (oroszul: Гурий Иванович Марчук), (1925–2013)
- Grigorij Alekszandrovics Margulisz, (oroszul: Григо́рий Алекса́ндрович Маргу́лис), (1946–)
- Andrej Andrejevics Markov, (oroszul: Андрей Андреевич Марков), (1856–1922)
- Andrej Andrejevics Markov, (oroszul: Андрей Андреевич Марков), (1903–1979)
- Vlagyimir Andrejevics Markov, (oroszul: Влади́мир Андре́евич Ма́рков), (1871–1897)
- Viktor Pavlovics Maszlov, (oroszul: Виктор Павлович Маслов), (1930–2023)
- Jurij Vlagyimirovics Matyijaszevics, (oroszul: Ю́рий Влади́мирович Матиясе́вич), (1947–)
- Vlagyimir Gilelevics Mazja, (oroszul: Владимир Гилелевич Мазья), (1937–)
- Viktor Danyilovics Mazurov, (oroszul: Виктор Данилович Мазуров), (1943–)
- Dmitrij Jevgenyjevics Menysov, (oroszul: Дми́трий Евгéньевич Меньшóв), (1892–1988)
- Szolomon Grigorjevics Mihlin, (oroszul: Соломо́н Григо́рьевич Ми́хлин), (1908–1990)
- Vlagyimir Mihajlovics Mikljukov, (oroszul: Владимир Михайлович Миклюков), (1944–2013)
- Alekszandr Szergejevics Miscsenko, (oroszul: Александр Сергеевич Мищенко), (1941–)
- Borisz Szamujlovics Mityagin, (oroszul: Борис Самуилович Митягин), (1937–)
- Borisz Gersevics Mojsezon, (oroszul: Борис Гершевич Мойшезон), (1937–1993)
- Sztaniszlav Alekszejevics Molcsanov, (oroszul: Станислав Алексеевич Молчанов), (1940–)
- Dmitrij Dmitrijevics Morduhaj-Boltovszkoj, (oroszul: Дми́трий Дми́триевич Мордуха́й-Болтовско́й), (1876–1952)

## N
- Oleg Viktorovics Nagornov, (oroszul: Олег Викторович Нагорнов), (1956)
- Mark Aronovics Najmark, (oroszul: Марк Ароно́вич Наймарк), (1909–1978)
- Fjodor Lvovics Nazarov, (oroszul: Фёдор Льво́вич Наза́ров), (1967–)
- Gleb Vlagyimirovics Noszovszkij (oroszul: Глеб Владимирович Носовский), (1958−)
- Pjotr Szergejevics Novikov, (oroszul: Пётр Серге́евич Но́виков), (1901–1975)
- Szergej Petrovics Novikov, (oroszul: Серге́й Петро́вич Но́виков), (1938–)
- Viktor Valentyinovics Novozsilov, (oroszul: Виктор Валентинович Новожилов), (1892–1970)
- Nyikolaj Nyikolajevics Nyehorosev, (oroszul: Николай Николаевич Нехорошев), (1946–2008)
- Alekszandr Ivanovics Nyekraszov, (oroszul: Алекса́ндр Ива́нович Некра́сов), (1883–1957)
- Vaszilij Szergejevics Nyemcsinov, (oroszul: Василий Cергеевич Немчинов), (1894–1964)
- Viktor Vlagyimirovics Nyemickij, (oroszul: Виктор Владимирович Немыцкий), (1900–1967)
- Nyikolaj Kapitonovics Nyikolszkij, (oroszul: Николай Капитонович Никольский), (1940–)
- Szergej Mihajlovics Nyikolszkij, (oroszul: Серге́й Миха́йлович Нико́льский), (1905–2012)

## O
- Andrei Okounkov, (oroszul: Андрей Ю́рьевич Окуньков) (Andrej Jurjevics Okunykov), (1969–)
- Dmitrij Olegovics Orlov, (oroszul: Дмитрий Олегович Орлов), (1966–)
- Mihail Vasziljevics Osztrogradszkij, (oroszul: Михаил Васильевич Остроградский), (1801–1862)

## P
- Alekszej Nyikolajevics Parsiny, (oroszul: Алексей Николаевич Паршин), (1942–2022)
- Alekszandr Nyikolajevics Pecsen, (oroszul: Александр Николаевич Печень), (1979–)
- Grigorij Jakovlevics Perelman, (oroszul: Григо́рий Я́ковлевич Перельма́н), (1966–)
- Ivan Mihejevics Pervusiny, (oroszul: Иван Михеевич Первушин), (1827–1900)
- Ivan Georgijevics Petrovszkij, (oroszul: Ива́н Гео́ргиевич Петро́вский), (1901–1973)
- Ilja Ioszifovics Pjatyeckij-Sapiro, (oroszul: Илья́ Ио́сифович Пяте́цкий-Шапи́ро), (1929–2009)
- Andrej Dmitrijevics Poljanyin, (oroszul: Андрей Дмитриевич Полянин), (1951–)
- Lev Szemjonovics Pontrjagin, (oroszul: Лев Семёнович Понтрягин), (1908–1988)
- Konsztantyin Alekszandrovics Possze, (oroszul: Константин Александрович Поссе) (1847–1928)
- Jurij Vasziljevics Prohorov, (oroszul: Ю́рий Васи́льевич Про́хоров), (1929–2013)

## R
- Alekszandr Alekszandrovics Razborov, (oroszul: Алекса́ндр Алекса́ндрович Разбо́ров), (1963–)
- Nikolaj Jurjevics Resetyihin, (oroszul: Николай Юрьевич Решетихин), (1958–)
- Jurij Grigorjevics Resetnyak, (oroszul: Ю́рий Григо́рьевич Решетня́к), (1929–2021)
- Vlagyimir Szolomonovics Retah, (oroszul: Владимир Соломонович Ретах), (1948–)
- Konsztantyin Alekszejevics Ribnyikov, (oroszul: Константи́н Алексе́евич Ры́бников), (1913–2004)
- Vlagyimir Abramovics Rohlin, (oroszul: Влади́мир Абра́мович Ро́хлин), (1919–1984)
- Sztyepan Jakovlevics Rumovszkij, (oroszul: Степан Яковлевич Румовский), (1734–1812)
- Iszaak Boriszovics Russzman, (oroszul: Исаак Борисович Руссман), (1938–2005)

## S
- Igor Rosztyiszlavovics Safarevics, (oroszul: Игорь Ростиславович Шафаревич), (1923–2017)
- Moiszej Eljevics Sejnfinkel, (oroszul: Моисей Эльевич Шейнфинкель), (1889–1942)
- Otto Juljevics Smidt, (oroszul: О́тто Ю́льевич Шмидт), (1891–1956)
- Lev Genrihovics Snirelman, (oroszul: Лев Ге́нрихович Шнирельма́н), (1905–1938)
- Viktor Antonovics Szadovnyicsij, (oroszul: Ви́ктор Анто́нович Садо́вничий), (1939–)
- Jakov Grigorjevics Szinaj, (oroszul: Я́ков Григо́рьевич Сина́й), (1935–)
- Jevgenyij Jevgenyjevics Szluckij, (oroszul: Евге́ний Евге́ньевич Слу́цкий), (1880–1948)
- Sztanyiszlav Konsztantyinovics Szmirnov (oroszul: Станислав Константинович Смирнов), (1970–)
- Vlagyimir Ivanovics Szmirnov, (oroszul: Влади́мир Ива́нович Смирно́в), (1887–1974)
- Szergej Lvovics Szobolev, (oroszul: Серге́й Льво́вич Со́болев), (1908–1989)
- Jurij Dmitrijevics Szokolov, (oroszul: Ю́рий Дми́триевич Соколо́в), (1896–1971)
- Vlagyimir Andrejevics Sztyeklov, (oroszul: Влади́мир Андре́евич Стекло́в), (1864–1926)

## T
- Andrej Leonovics Toom, (oroszul: Андрей Леонович Тоом), (1942–)
- Jakov Trahtenberg, (oroszul: Яков Трахтенберг), (1888–1953)
- Andrej Nyikolajevics Tyihonov, (oroszul: Андре́й Никола́евич Ти́хонов), (1906–1993)

## U
- Pjotr Lavrentyjevics Uljanov, (oroszul: Пётр Лавре́нтьевич Улья́нов), (1928–2006)
- Nyikolaj Alekszejevics Umov, (oroszul: Никола́й Алексе́евич У́мов), (1846–1915)
- Nyina Nyikolajevna Uralceva, (oroszul: Нина Николаевна Уральцева), (1935)
- Pavel Szamuilovics Uriszon, (oroszul: Па́вел Самуи́лович Урысо́н), (1898–1924)
- Vlagyimir Andrejevics Uszpenszkij, (oroszul: Влади́мир Андре́евич Успе́нский), (1930–2018)

## V
- Viktor Anatoljevics Vasziljev, (oroszul:Виктор Анатольевич Васильев), (1956–)
- Anatolij Moiszeevics Versik, (oroszul:Анато́лий Моисе́евич Ве́ршик), (1933–)
- Ernyeszt Boriszovics Vinberg, (oroszul:Эрне́ст Бори́сович Ви́нберг), (1937–2020)
- Aszkold Ivanovics Vinogradov, (oroszul: Аско́льд Ива́нович Виногра́дов), (1929–2005)
- Ivan Matvejevics Vinogradov, (oroszul: Ива́н Матве́евич Виногра́дов), (1891–1983)
- Oleg Janovics Viro, (oroszul:Олег Янович Виро), (1948–)
- Vaszilij Szergejevics Vlagyimirov, (oroszul:Василий Сергеевич Владимиров), (1923–2012)
- Vlagyimir Alekszandrovics Vojevodszkij, (oroszul: Влади́мир Алекса́ндрович Воево́дский), (1966–2017)
- Georgij Feodoszjevics Voronoj, (oroszul: Гео́ргий Феодо́сьевич Вороно́й), (1868–1908)
- Ioszif Izrailevics-Girsevics Vorovics, (oroszul: Ио́сиф Изра́илевич-Ги́ршевич Воро́вич), (1920–2001)

## Z
- Vlagyimir Mihajlovics Zakaljukin, (oroszul: Владимир Михайлович Закалюкин), (1951–2011)
- Viktor Abramovics Zalgaller, (oroszul: Виктор Абрамович Залгаллер), (1920–2020)
- Andrej Vladlenovics Zelevinszkij, (oroszul: Андрей Владленович Зелевинский), (1953–2011)
- Mihail Iljics Zelikin, (oroszul: Михаил Ильич Зеликин), (1936–)
- Jefim Iszaakovics Zelmanov, (oroszul: Ефи́м Исаа́кович Зе́льманов),(1955–)
- Borisz Ioszifovics Zilber, (oroszul: Борис Иосифович Зильбер), (1949–)
- Vaszilij Jakovlevics Cinger, (oroszul: Василий Яковлевич Цингер), (1836–1907)
- Jegor Ivanovics Zolotarjov, (oroszul: Его́р Ива́нович Золотарёв), (1847–1878)
- Anton Vlagyimirovics Zorics, (oroszul: Антон Владимирович Зорич), (1962–)
- Vlagyimir Antonovics Zorics, (oroszul: Владимир Антонович Зорич), (1937–)
- Vagyim Valentyinovics Zugyilin (oroszul: Вадим Валентинович Зудилин), (?)
- Ivan Ivanovics Zsegalkin, (oroszul: Ива́н Ива́нович Жега́лкин), (1869–1947)
- Nyikolaj Jegorovics Zsukovszkij, (oroszul: Николай Егорович Жуковский), (1847–1921)
- Jurij Ivanovics Zsuravljov, (oroszul: Юрий Иванович Журавлёв), (1935–)